# Gerhard Frank (Jurist)
Gerhard Frank (* 28. Juni 1929 in Illertissen; † 29. Mai 2020) war ein deutscher Jurist, Jagdfunktionär und bayerischer Landespolitiker (CSU).
Er war von 1974 bis 1978 sowie von 1982 bis 1990 Mitglied des Bayerischen Landtags. Bundesweite Bekanntheit erlangte er als Präsident des Deutschen Jagdschutz-Verbandes (DJV) von 1982 bis 1995. Daneben hat er sich aber auch auf europäischer und internationaler Ebene für die Belange der Jagd eingesetzt.

## Ausbildung und Beruf
Gerhard Frank, Sohn eines Oberforstmeisters, besuchte die Volksschulen in Steinwiesen und Pfaffenhofen an der Ilm, sowie die humanistischen Gymnasien in Bamberg und Traunstein. 1945 leistete er kurze Zeit Kriegsdienst und war danach als landwirtschaftlicher Arbeiter tätig. Nach dem Krieg legte er an der Oberschule in Traunstein das Abitur ab und studierte Rechtswissenschaft und Betriebswirtschaft in Bamberg sowie an der Friedrich-Alexander-Universität Erlangen-Nürnberg und der Ludwig-Maximilians-Universität München. 1952 bestand Frank die Erste juristische Staatsprüfung in München, 1953 bestand er ebenfalls dort das Diplom-Kaufmann-Examen und war danach Referendar. 1957 folgten die Promotion zum Dr. iur. und die Zweite juristische Staatsprüfung.
1958 wurde Frank als Rechtsanwalt zugelassen. Er war von 1957 bis 1962 bei der Süddeutschen Treuhand-AG in München tätig und gründete 1962 seine eigene Anwaltskanzlei. Er arbeitete unter anderem als Fachanwalt für Steuerrecht und Jagdrecht. Ab 2011 war er bei der Münchener Anwaltskanzlei Frank – Schäfer – von Radetzky in den Bereichen Vermögensverwaltung, Testamentsvollstreckung und Stiftungsrecht aktiv. Gemeinsam mit Rechtsanwältin Barbara Frank, seiner Tochter, aktualisierte er regelmäßig den Kommentar zu Das Jagdrecht in Bayern. 
Barbara Frank ist neben ihrer Anwaltstätigkeit in obiger Anwaltskanzlei Vorsitzende des Rechtsausschusses im Landesjagdverband Bayern.

## Privates
Gerhard Frank wohnte in Ruhpolding.

## Partei
Gerhard Frank war Mitglied der Christlich-Sozialen Union in Bayern. Seine politische Karriere startete er aus dem CSU-Ortsverband Planegg heraus.

## Öffentliche Ämter
Gerhard Frank war dreimal Mitglied des Bayerischen Landtags, er rückte dabei stets über den Wahlkreis Oberbayern für einen verstorbenen Abgeordneten ins Parlament nach: Am 8. Januar 1975 (bis 1978) für Peter Breitner, am 24. Mai 1983 (bis 1986) für Rudolf Gütlein und am 26. Juni 1989 (bis 1990) für Karl Schön. Als Landespolitiker hat er sich vor allem auf den Gebieten der Jagd-, Forst- und Naturschutzpolitik eingebracht. Er war Mitglied in mehreren Landtagsausschüssen, darunter Vorsitzender des 1978 eingesetzten Untersuchungsausschusses „Steuerfälle“ und des 1986 eingerichteten Untersuchungsausschusses „Mega-Petrol“.

## Ehrenämter und Mitgliedschaften
Gerhard Frank war vor allem durch sein umfangreiches Wirken in Jagdverbänden und -organisationen bekannt. Auf Bundesebene engagierte er sich von 1966 bis 1995 als Vorstands- und Präsidiumsmitglied im Deutschen Jagdschutz-Verband (DJV), dessen Geschicke er von 1982 bis 1995 als Präsident leitete. Nach der Wende gelang es ihm, die Jägerschaft aus den neuen Bundesländern in den DJV zu integrieren.
Von 1972 bis 1994 amtierte er außerdem als Präsident des Landesjagdverbands (LJV) Bayern, für den er ab 1962 auch Mitglied des Obersten Jagdbeirats bei der Obersten Jagdbehörde in Bayern war. Der BJV verdankt Frank auch seine „Vorzeigeobjekte“ in Sachen Naturschutz und Umweltbildung: 1967 initiierte er die Gründung der Wildland GmbH, und unter seiner Präsidentschaft wurde die Landesjagdschule in Amerdingen gegründet.
Von 1972 bis 1996 war Frank außerdem Vorsitzender des Vorstandes der Stiftung Deutsches Jagd- und Fischereimuseum München. Darüber hinaus betätigte er sich ab 1962 als Syndikus sowie Vorstandsmitglied des Bunds Bayerischer Berufsjäger.
Als Präsident des Zusammenschlusses der Verbände für Jagd und Wildtiererhaltung in der EU (Federation of Associations for Hunting and Conservation of the EU, FACE) von 1985 bis 1988 und als dessen Vizepräsident setzte er sich auch auf europäischer Ebene für die Belange der Jagd ein. Innerhalb des Internationalen Rates zur Erhaltung der Jagd und des Wildes (CIC) leitete Frank die Arbeitsgemeinschaft Jagdrecht sowie von 1979 bis 1982 die deutsche Delegation.
Von 1997 bis 2001 war er im Vorstand der Heinz Sielmann Stiftung tätig, deren Stiftungsrat er seit 2002 angehörte. Von 1970 bis 1976 saß er im Beirat des Nationalparks Bayerischer Wald.
Zu seinen Betätigungen abseits von Jagd und Natur gehörten das Amt des Vorsitzenden des Aufsichtsrats der Kathreiner AG, Poing, sowie die Mitgliedschaft in den Aufsichtsräten der Münchner Bank e.G., München, und der Gothaer Allgemeine Versicherung AG, Göttingen.
Zu den Ehrungen, die Frank für sein öffentliches Wirken erfuhr, gehört unter anderem das Bundesverdienstkreuz Erster Klasse, das ihm der Bundespräsident 1984 nicht zuletzt für seine Beiträge bei der Vorbereitung der naturschutz- und jagdrechtlichen Gesetzgebung verlieh. Durch sein jagdpolitisches Engagement als BJV- und DJV-Präsident, sowie als Landtags-Abgeordneter prägte er nachhaltig die Entwicklung der Jagd.

## Ehrungen
- 1971: Ehrennadel in Gold des Bundes bayerischer Berufsjäger
- 1973: Ehrennadel in Gold des Landesjagdverbands Bayern
- 1974: Großes Ehrenabzeichen in Gold des Tiroler Jagdschutzverbandes von 1875
- 1975: Ehrennadel in Gold des Deutschen Jagdschutzverbandes e.V.
- 1976: Ehrennadel in Gold des Landesfischereiverbands Bayern
- 1976: Verdienstnadel in Gold des Bayerischen Sportschützenbundes
- 1978: Ehrennadel der Ameisenschutzwarte Würzburg
- 1979: Bayerischer Verdienstorden
- 1984: Verdienstkreuz Erster Klasse des Verdienstordens der Bundesrepublik Deutschland
- 1989: Verdienstnadel in Gold der Federation of Associations for Hunting and Conservation of the EU (FACE)
- 1989: Ehrenzeichen pro meritis in Gold des Internationalen St. Hubertusordens
- 1993: Goldenes Rebhuhn der Naturlandstiftung Hessen
- 1994: Großes Verdienstkreuz des Verdienstordens der Bundesrepublik Deutschland
- 1995: Hamburger Preis für Jagdpolitik des Hamburger Jagdclubs (HJC)
- 1995: Ehrenzeichen in Gold des Landesjagdverbands Niedersachsen
- 1995: Niedersächsischer Preis für Jagd und Naturschutz
- 1995: Ehrenzeichen in Gold der Deutschen Versuchs- und Prüfanstalt für Jagd- und Sportwaffen e. V. (DEVA)
- 1995: Ehrenzeichen in Gold des Landesjagdverbands Bremen
- 1995: Verdienstnadel in Silber des Landesjagdverbands Thüringen
- 1996: Prof. Niklas Medaille in Gold des Bundesministeriums für Ernährung, Landwirtschaft und Forsten
- 2002: Verdienstnadel in Gold der Heinz Sielmann Stiftung
- 2019: St. Eustachius-Medaille in Gold des Bayrischen Jagdverbandes

Der DJV (1995) und der LJV Bayern ernannten Gerhard Frank jeweils zum Ehrenpräsidenten. Daneben war er Ehrenmitglied des CIC, des Bunds Bayerischer Berufsjäger, des Förderkreises Jagdpolitik des Hamburger Jagdclubs e.V.